# Ambassade van Oekraïne in Griekenland
De ambassade van Oekraïne in Griekenland is de vertegenwoordiging van Oekraïne in de Griekse hoofdstad Athene.
De eerste ambassade werd geopend op 2 maart 1919, en verhuisde later naar Piraeus. De ambassadeur was de bekende wetenschapper Fedir Matoesjevsky. 
Op 31 december 1991 erkende Griekenland opnieuw de onafhankelijkheid van Oekraïne, en op 15 januari 1992 werden de diplomatieke betrekkingen hervat. Daarop werd in mei 1992 een consulaat geopend, en in juni 1993 de ambassade. In 2004 werd naast de ambassade ook nog een consulaat in Thessaloniki geopend. Later kwamen daar nog consulaten in Piraeus en Patras bij.

## Ambassadeurs
- Fedir Pavlovytsj Matoesjevsky (1918)
- Modest Pylypovytsj Levytsky (1919–1921)
- Borys Ivanovytsj Kornjejenko (1993–1997)
- Joerij Anatolijovytsj Sergjejev (1997–2001)[2]
- Viktor Martynovytsj Kalnyk (2001–2005)
- Valerij Ivanovytsj Tsiboech (2005–2010)
- Volodymyr Anatolijovytsj Sjkoerov (2010–2016)
- Natalija Jevhenivna Kosenko (2016–2018, a.i.)
- Serhij Oleksandrovytsj Sjoetenko (2018–)